# Distimake dissectus
Distimake dissectus (Synonym: Merremia dissecta) ist eine Pflanzenart aus der Gattung Merremia aus der Familie der Windengewächse (Convolvulaceae). Die Art ist in Amerika und auf den Westindischen Inseln verbreitet.

## Beschreibung

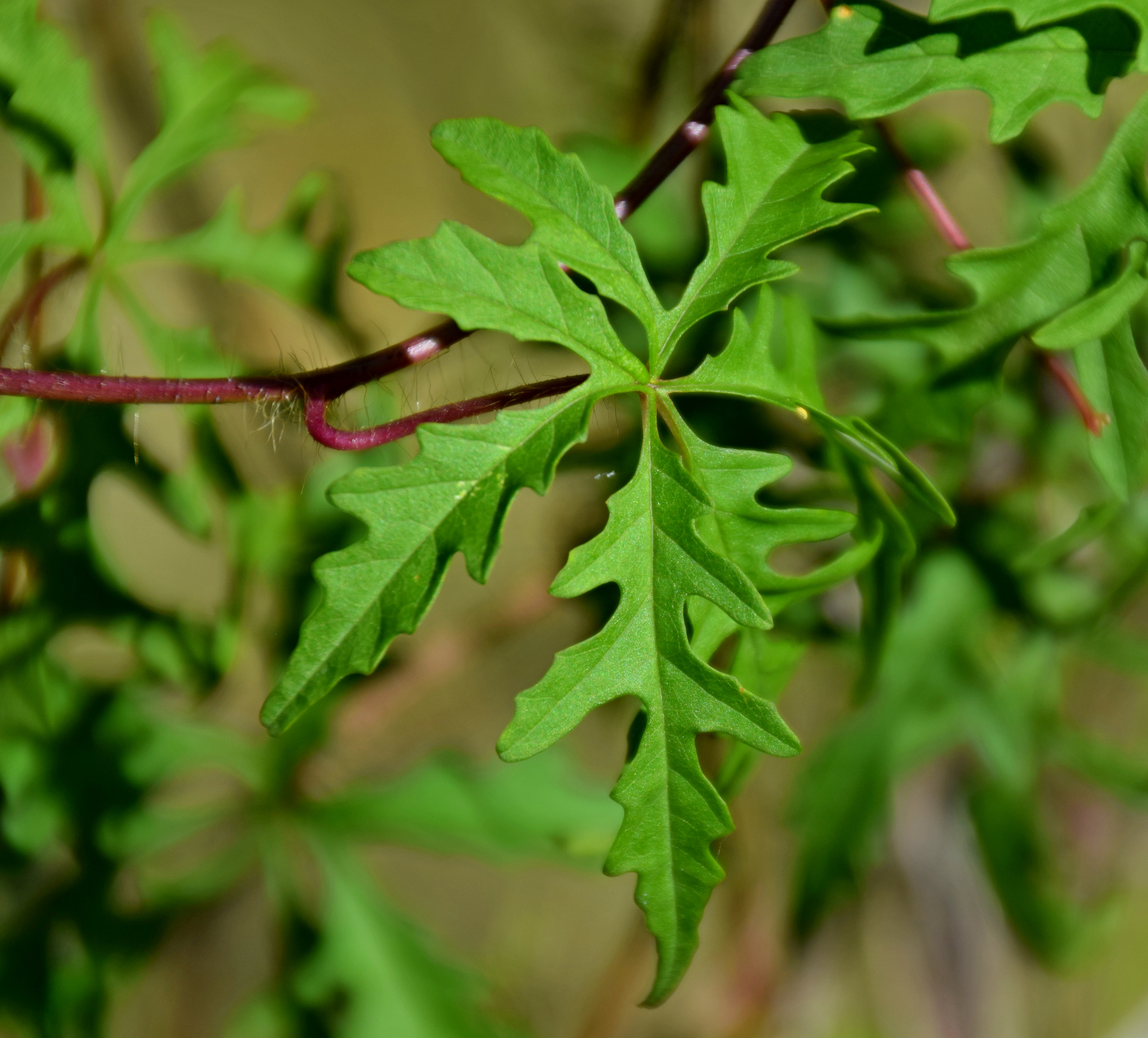
Blätter

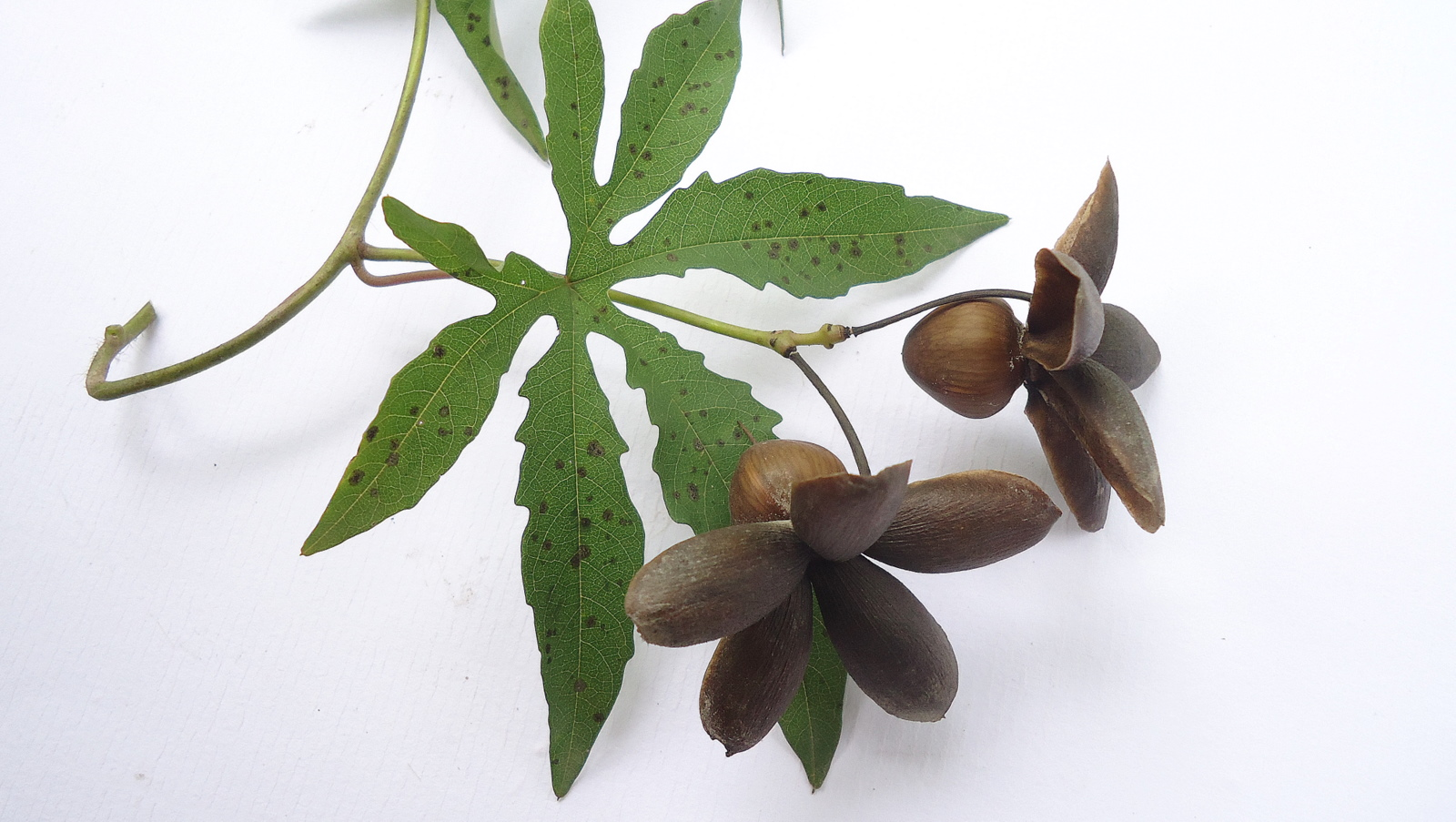
Früchte

Distimake dissectus ist eine krautige und windende Kletterpflanze, deren schlanke, hohle, grüne bis rötlichen Sprossachsen borstig behaart bis kahl sind, teils mit kleinen, rötlichen Warzen. 
Die Laubblätter sind wechselständig und gestielt. Die Blattspreite ist handförmig bis nahezu zur Basis in sieben bis neun grob gezähnt bis gelappte oder geteilte, spitze bis zugespitzte oder stumpfe bis manchmal eingebuchtete, meist kahle Lappen zerschnitten. Die Lappen sind unregelmäßig gesägt bis gekerbt oder gezähnt bis ganzrandig, seichtbuchtig oder genagt. Die langen Blattstiele sind mehr oder weniger langhaarig.
Die Blüten stehen einzeln oder in Zymen aus zwei bis vier Blüten. Die Blütenstandsstiele sind 5 bis 7 cm lang, die feinwärzlichen Blütenstiele sind an der Spitze verdickt. Die weißen Blüten sind zwittrig mit doppelter Blütenhülle. Die an der Basis bauchigen, grün-rötlichen, ledrigen, aufrechten und dachigen Kelchblätter erreichen eine Länge von 18 bis 25 mm, sie sind länglich, spitzig und kahl. Die trichterförmige Krone mit rötlich-purpurnem bis gelblichem Schlund und ausgebreitetem, gefalztem Saum ist 3 bis 4,5 cm lang. Es sind kurze Staubblätter oben in der Kronröhre vorhanden. Die Staubbeutel sind spiralförmig verdreht, gewunden und die Staubfäden sind an der Basis behaart. Der oberständige und zweikammerige Fruchtknoten ist unbehaart und enthält vier Samenanlagen. Die Narbe ist zweilappig und der pfriemliche Griffel ist leicht vorstehend. Es ist ein Diskus vorhanden.
Die hängenden, kleinen Früchte sind eingedrückt kugelförmige bis eiförmige, mehrsamige, holzige, vierklappige Kapseln mit einem Durchmesser von 1,5–2 cm und Griffelresten. Sie werden von einem holzigen, ausgebreiteten, sich auf gelegentlich bis zu 3 cm verlängerten, flügeligen Kelch umgeben. Die vier kantigen Samen sind schwarz gefärbt, kahl und etwa 8 mm lang.
Die Chromosomenzahl ist 2n = 32.

## Vorkommen
Die Art ist vom Süden der Vereinigten Staaten, Florida, Texas über Mexiko, Guatemala, Honduras, El Salvador bis nach Panama und vom nördlichen Südamerika bis nach Argentinien verbreitet und kommt auch auf den Westindischen Inseln vor. Sie wächst in trockenen bis nassen Dickichten in Höhenlagen von weniger als 400 m.

## Phylogenie, Taxonomie, Systematik
Die Art wurde von Nikolaus Joseph von Jacquin im Jahr 1767 als Convolvulus dissectus erstbeschrieben. Ab 1893 wurde von Johannes Gottfried Hallier in die   Gattung Merremia überführt. Die Monophylie der Gattung Merremia war aufgrund ihrer morphologischen Variabilität schon längere Zeit bezweifelt worden, bei genetischen Untersuchungen war sie dann gegenüber anderen Arten der Tribus Merremieae nicht monophyletisch und wurde daher aufgespalten. Für die Artengruppe wurde 2017 die Gattung Distimake neu aufgestellt. Im Jahr 2017 umfasste Distimake 35 Arten mit Verbreitung im tropischen Amerika, Afrika, mit einigen Arten in Ostasien und Nordaustralien, wobei einige bisher noch unbeschriebene Arten vermutet werden.